# Cuscatlania vulcanicola
Cuscatlania es un género monotípico de plantas herbáceas perteneciente a la familia Nyctaginaceae. Su única especie: Cuscatlania vulcanicola es originaria de El Salvador.

## Taxonomía
Cuscatlania vulcanicola fue descrita por Paul Carpenter Standley   y publicado en Journal of the Washington Academy of Sciences 13(20): 437. 1923.